# Adelactaeon elongata
Adelactaeon elongata is een slakkensoort uit de familie van de Amathinidae. De wetenschappelijke naam van de soort is voor het eerst geldig gepubliceerd in 1998 door van Aartsen, Gittenberger E. & Goud.